# Рассоховатка (Черкасская область)
Рассохова́тка (укр. Розсохуватка) — село в Катеринопольском районе Черкасской области Украины.
Население по переписи 2001 года составляло 917 человек. Население по данным 2025 года составляет 630 человек. Почтовый индекс — 20507. Телефонный код — 4742.

## Местный совет
20507, Черкасская обл., Катеринопольский р-н, c. Рассоховатка